# Carl Gustaf Sjöstrand
Carl Gustaf Sjöstrand var en svensk tecknare och målare verksam under första delen av 1800-talet.
Sjöstrand studerade vid Konstakademien i Stockholm på 1830-talet och medverkade i akademiens utställningar med ett antal originella fruntimmersporträtt. Bland hans offentliga arbeten märks en altartavla med motiv av Uppståndelsen för Lycksele kyrka.   